# Woiwodschaft Łódź

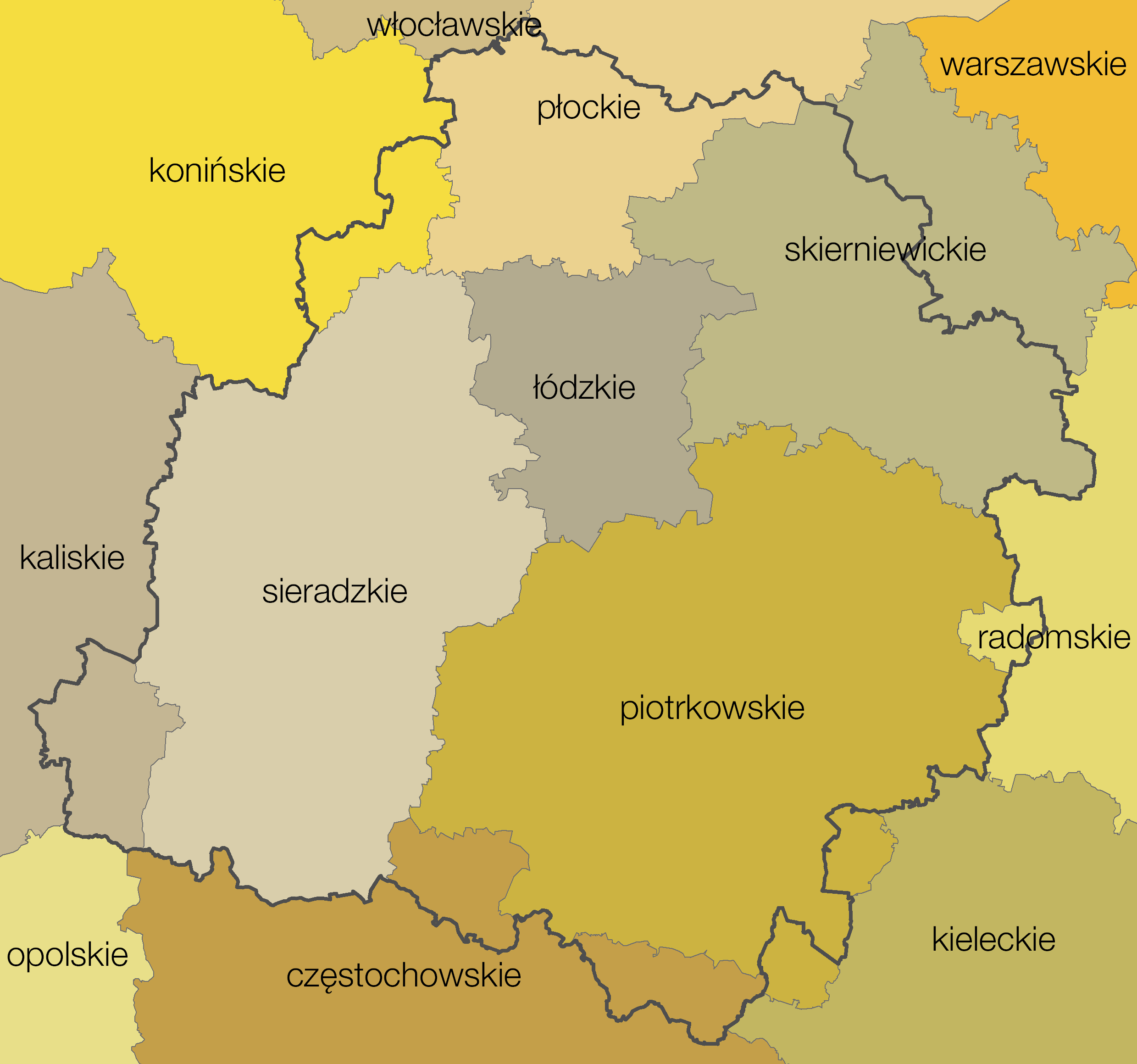
Aufteilung der Woiwodschaft Łódź in ehemalige Woiwodschaften

Die Woiwodschaft Łódź (polnisch województwo łódzkie) ist eine der 16 Woiwodschaften, die die Republik Polen gliedern. Sie umfasst das Gebiet in Zentralpolen um die namensgebende Stadt Łódź (Lodz) meistens in der Region Łęczyca-Sieradz (spezifischer Teil Großpolens), aber hat auch Anteile der historischen Regionen Masowien (Rawa Mazowiecka und Łowicz) und Kleinpolen (Opoczno).

## Geschichte
Sie ging 1999 im Zuge der polnischen Verwaltungsreform überwiegend aus den bis dahin bestehenden Woiwodschaften Łódź, Sieradz und Piotrków hervor.
Darüber hinaus waren Teile der heutigen Woiwodschaft Łódź zuvor Bestandteil der Woiwodschaften Skierniewice, Płock und Kalisz. Einzelne Gemeinden gehörten außerdem zuvor den Woiwodschaften Częstochowa, Konin und Radom an.

## Wappen
Beschreibung: In Rot mit zwei goldenen Flanken am Schildfuß ein goldgeständerter schwarzbewehrter, goldgeschnäbelter silbergezungter schwarzer Adler mit goldenem Majuskel-R; In der rechten Flanke oben ein schwarzbewehrter rotgezungter roter Löwe am Spalt gemeinsam mit einem linkssehenden goldgeständerten schwarzbewehrten silbergezungten silbernen Adler unter einer goldenen Krone; am anderen Spalt in Gold jetzt der Löwe linkssehend und der Adler unter der gemeinsamen Krone ist goldgeständert, schwarzbewehrt mit silberner Zunge und schwarz.

## Verwaltungsgliederung
Die Woiwodschaft Łódź ist in 21 Landkreise und drei kreisfreie Städte unterteilt. Sie bilden zwar unter ihrem Namen ebenfalls einen Landkreis, gehören ihm aber selbst nicht an. Insgesamt verfügt die Woiwodschaft über 18 Stadt-, 135 Land- und 24 Stadt- und Landgemeinden.

### Kreisfreie Städte
- Łódź 672.185; 293 km²
- Piotrków Trybunalski 72.250; 67 km²
- Skierniewice 47.655; 34 km²

### Landkreise
- Bełchatów 112.443; 968 km²
- Brzeziny 30.648; 359 km²
- Kutno 95.516; 887 km²
- Łask 49.736; 618 km²
- Łęczyca 49.286; 773 km²
- Łowicz 77.614; 988 km²
- Łódź-Ost 72.565; 500 km²
- Opoczno 75.524; 1.040 km²
- Pabianice 118.941; 492 km²
- Pajęczno 50.952; 804 km²
- Piotrków 91.208; 1.429 km²
- Poddębice 40.906; 881 km²
- Radomsko 111.696; 1.443 km²
- Rawa 48.385; 646 km²
- Sieradz 116.918; 1.491 km²
- Skierniewice 38.173; 754 km²
- Tomaszów Mazowiecki 115.735; 1.025 km²
- Wieluń 75.736; 927 km²
- Wieruszów 41.984; 577 km²
- Zduńska Wola 66.064; 369 km²
- Zgierz 165.850; 855 km²

(Einwohner und Fläche am 31. Dezember 2020)
| Landkreise        | Größte           | Kleinste          |
| ----------------- | ---------------- | ----------------- |
| flächenmäßig      | Powiat Sieradzki | Powiat Brzeziński |
| bevölkerungsmäßig | Powiat Zgierski  | Powiat Brzeziński |

## Geographie

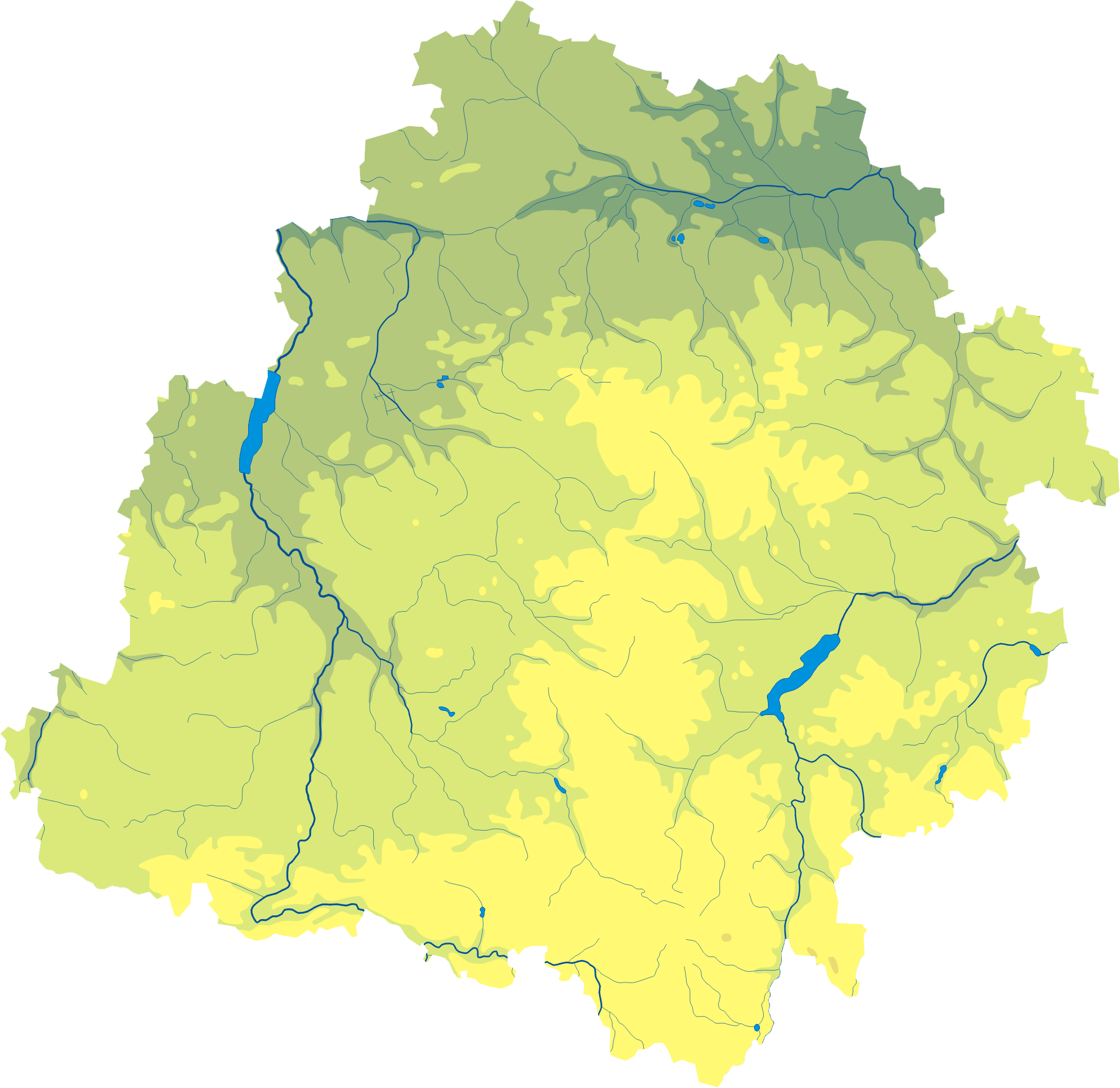
Topographie der Woiwodschaft Łódź

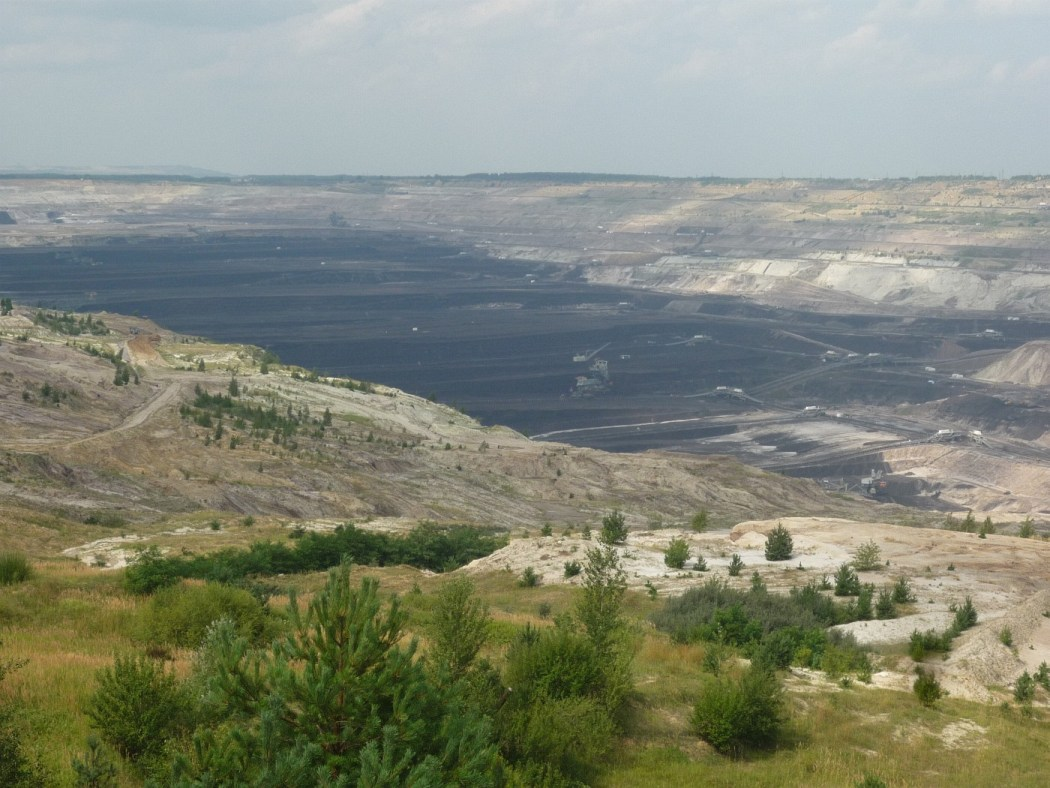
Braunkohletagebau bei Bełchatów

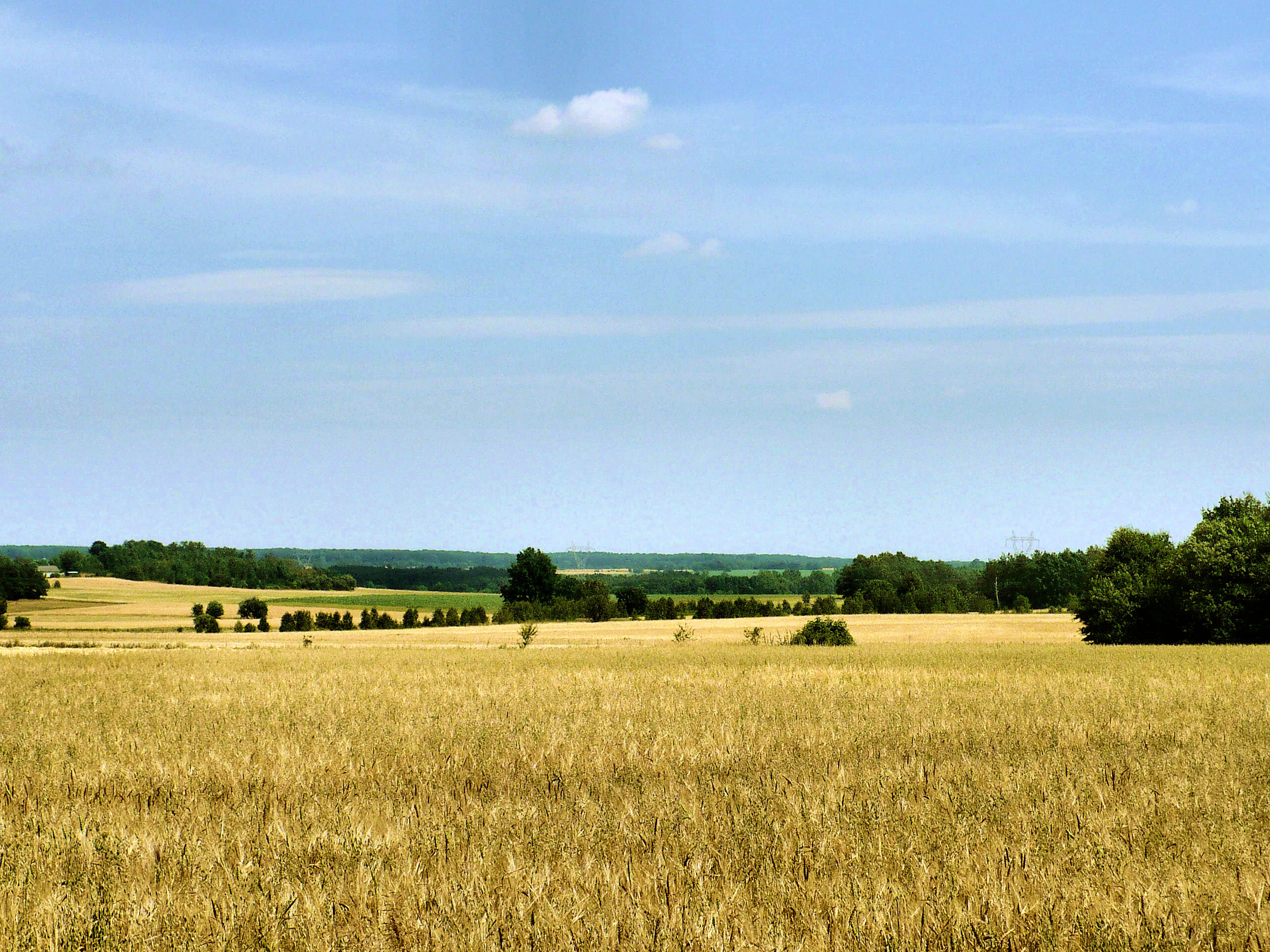
Landschaft im Umland von Łódź

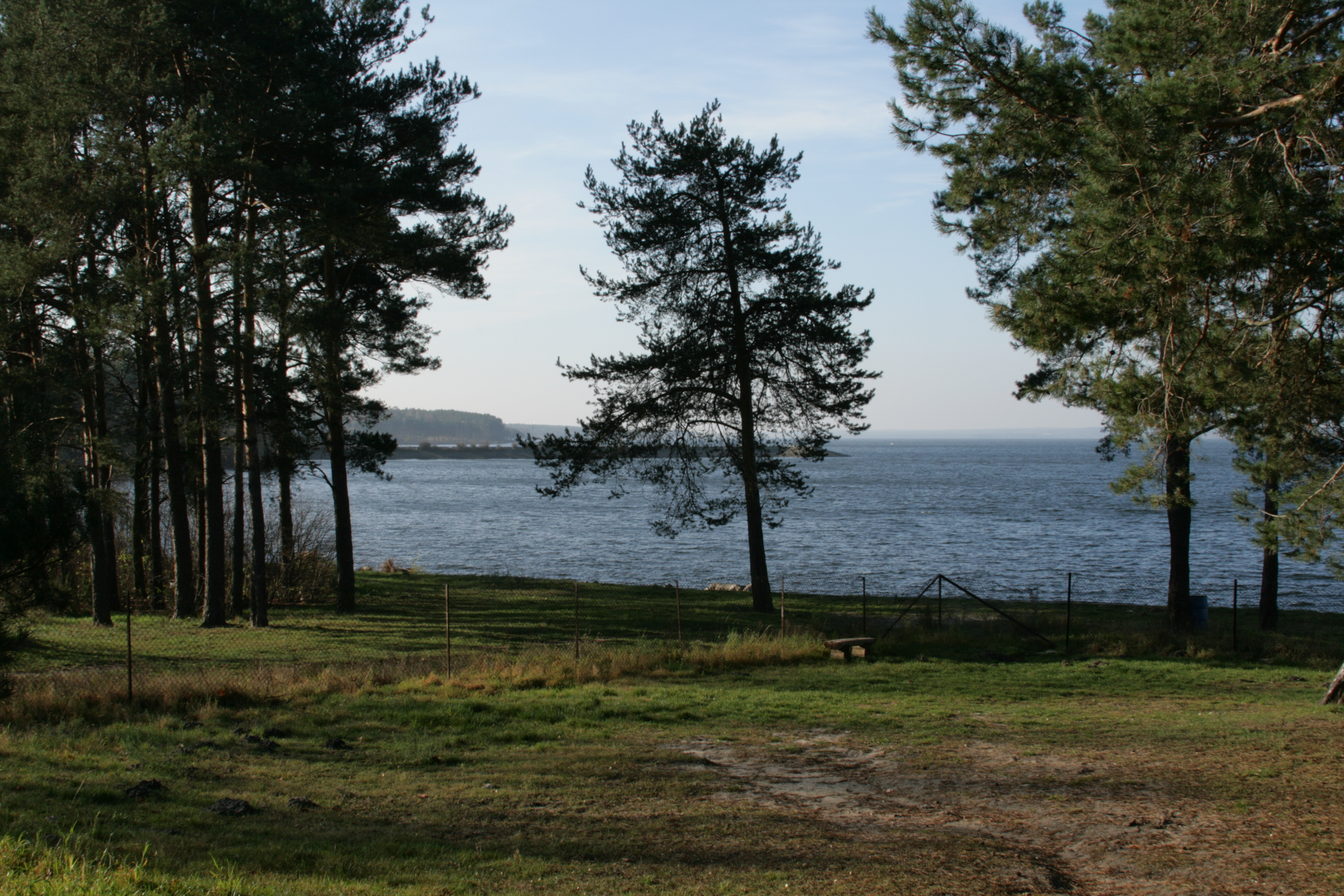
Zalew Sulejowski

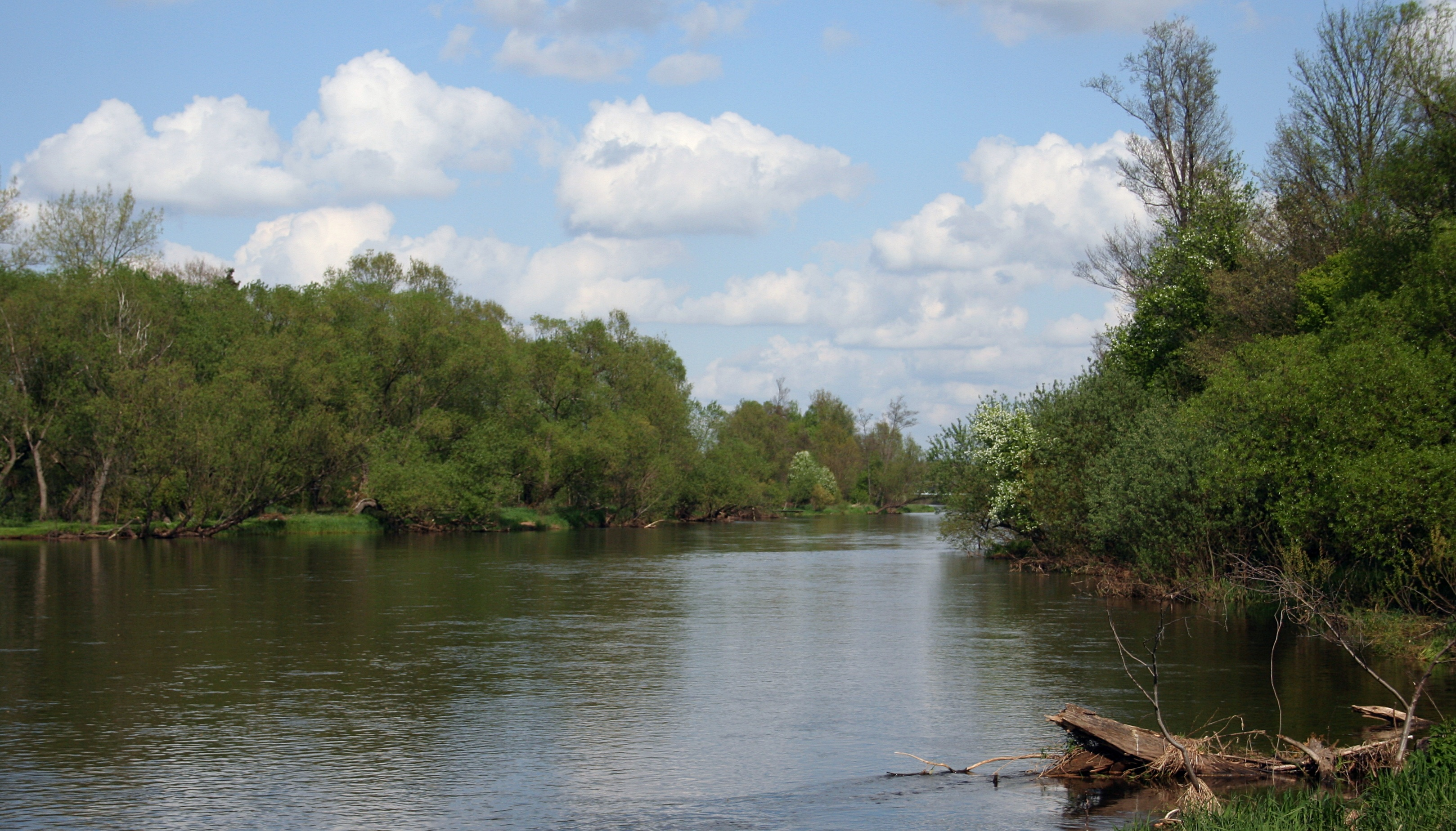
Die Warthe im Landschaftsschutzgebiet Załęczański Park Krajobrazowy

In der Stadt Piątek befindet sich der geographische Mittelpunkt der Republik Polen.

### Landschaft
Die Woiwodschaft Łódź ist hauptsächlich von zwei Regionen geprägt: im nördlichen Teil durch die Mittelpolnische Tiefebene (Niziny Środkowopolskie), im südlichen Teil die Ausläufer des Kleinpolnischen Hochlandes (Wyżyna Małopolska) als Teil des Polnischen Hochlandes (Wyżyny Polskie), dessen Höhenzüge im äußersten Südosten der Woiwodschaft bis knapp 350 Meter über dem Meeresspiegel erreichen. Die höchste Erhebung der Region stellt allerdings der künstlich aufgeschüttete Berg Góra Kamieńska (386 Meter) dar.
Durch den Norden der Woiwodschaft zieht sich das Warschau-Berliner Urstromtal in Ost-West-Richtung.
Mit einem Anteil von rund 22 % Waldflächen an der Gesamtfläche ist die Woiwodschaft Łódź die am wenigsten bewaldete Region in Polen. Gut 70 % der Fläche wird landwirtschaftlich genutzt.

### Rohstoffe
Wirtschaftlich von großer Bedeutung sind die großen Braunkohlelagerstätten im Umkreis von Bełchatów.

### Gewässer
Größere natürliche Seen gibt es in der Woiwodschaft Łódź nur wenige. Die größten Seen sind Stauseen:
- Jeziorsko – 42,3 km², Speicherraum 203 hm³
- Zalew Sulejowski – 27 km², Speicherraum 95 hm³

Die wichtigsten Flüsse auf dem Gebiet der Woiwodschaft Łódź sind:
- Warta (Warthe)
- Pilica (Pilitza)
- Bzura
- Ner
- Luciąża
- Drzewiczka
- Widawka

### Klima
Das Klima ist in der gesamten Woiwodschaft Łódź ähnlich geprägt mit eher niedrigen Niederschlagssummen und mäßig hohen Durchschnittstemperaturen von 7 °C bis über 8 °C. Im Norden liegen die jährlichen Niederschlagssummen bei teilweise unter 500 mm, während sie im hügeligen Süden der Woiwodschaft auf bis zu 650 mm ansteigen. Die Vegetationsperiode ist im Durchschnitt 200 bis 210 Tage lang.

### Naturschutzgebiete
- Bolimowski Park Krajobrazowy
- Park Krajobrazowy Międzyrzecza Warty i Widawki
- Przedborski Park Krajobrazowy
- Spalski Park Krajobrazowy
- Sulejowski Park Krajobrazowy
- Park Krajobrazowy Wzniesień Łódzkich
- Załęczański Park Krajobrazowy

### Nachbarwoiwodschaften
|                        | Woiwodschaft Kujawien-Pommern | Woiwodschaft Masowien    |
| Woiwodschaft Großpolen |                               |                          |
| Woiwodschaft Oppeln    | Woiwodschaft Schlesien        | Woiwodschaft Heiligkreuz |

## Bevölkerung

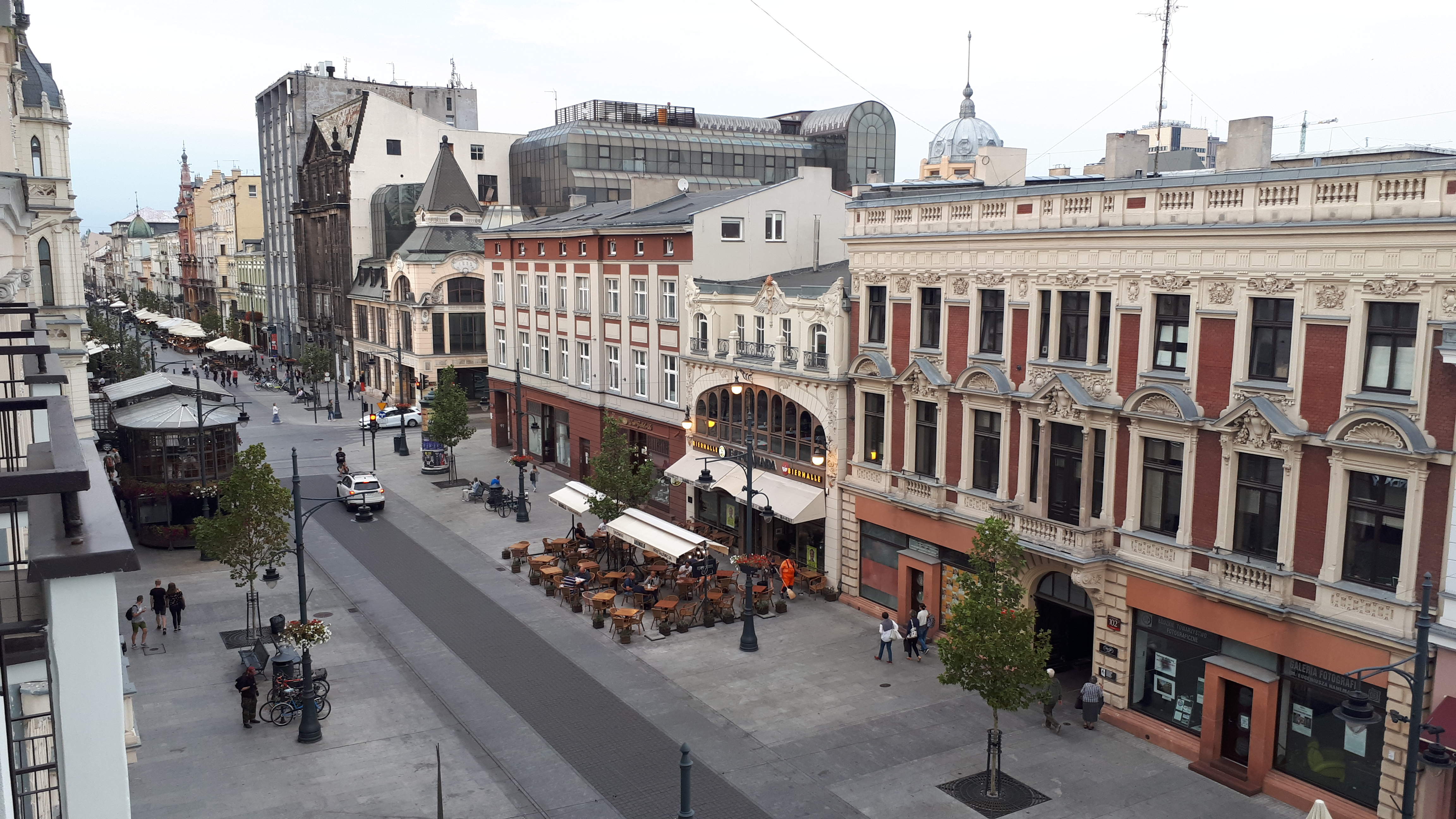
Łódź

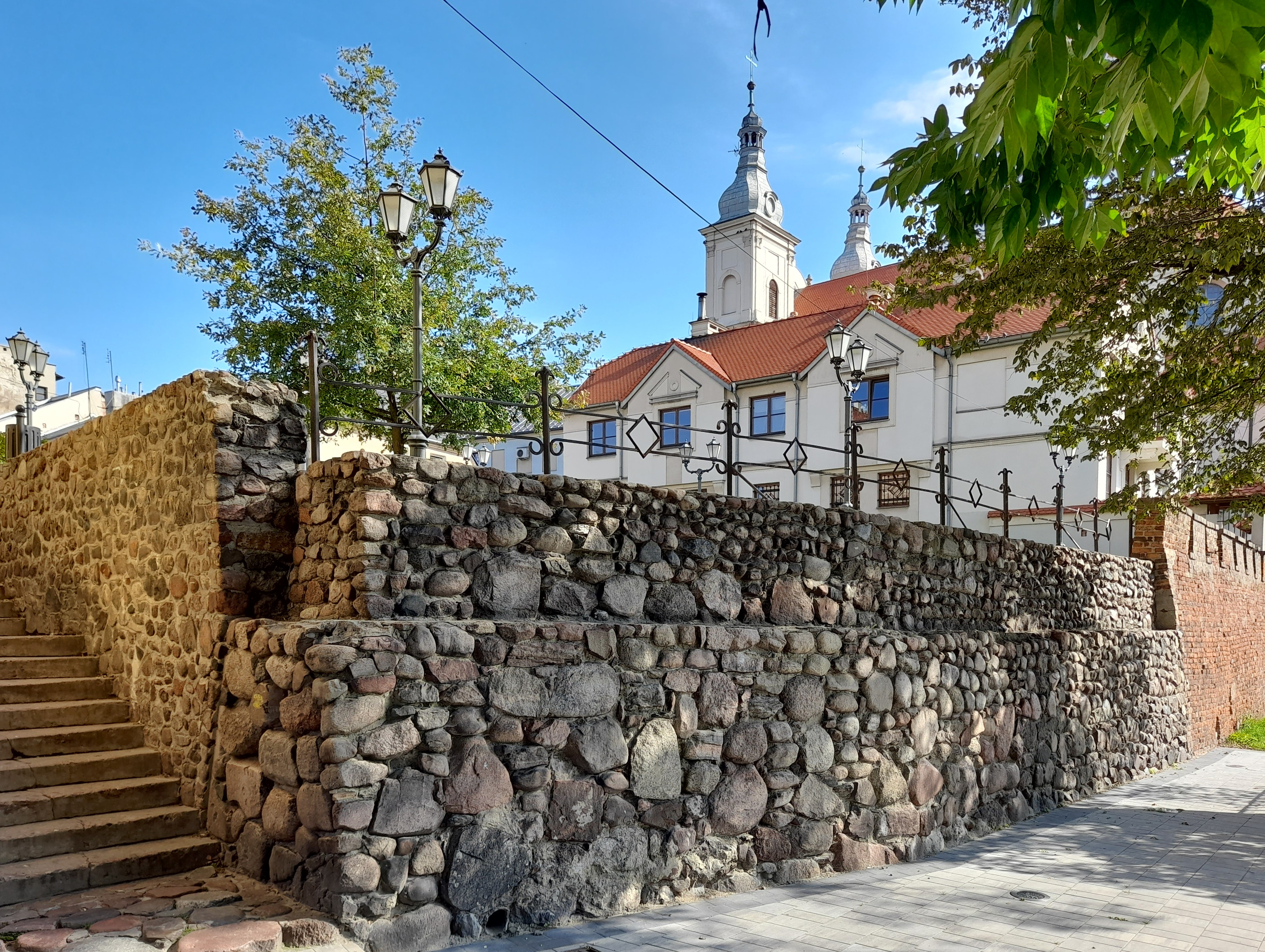
Piotrków Trybunalski

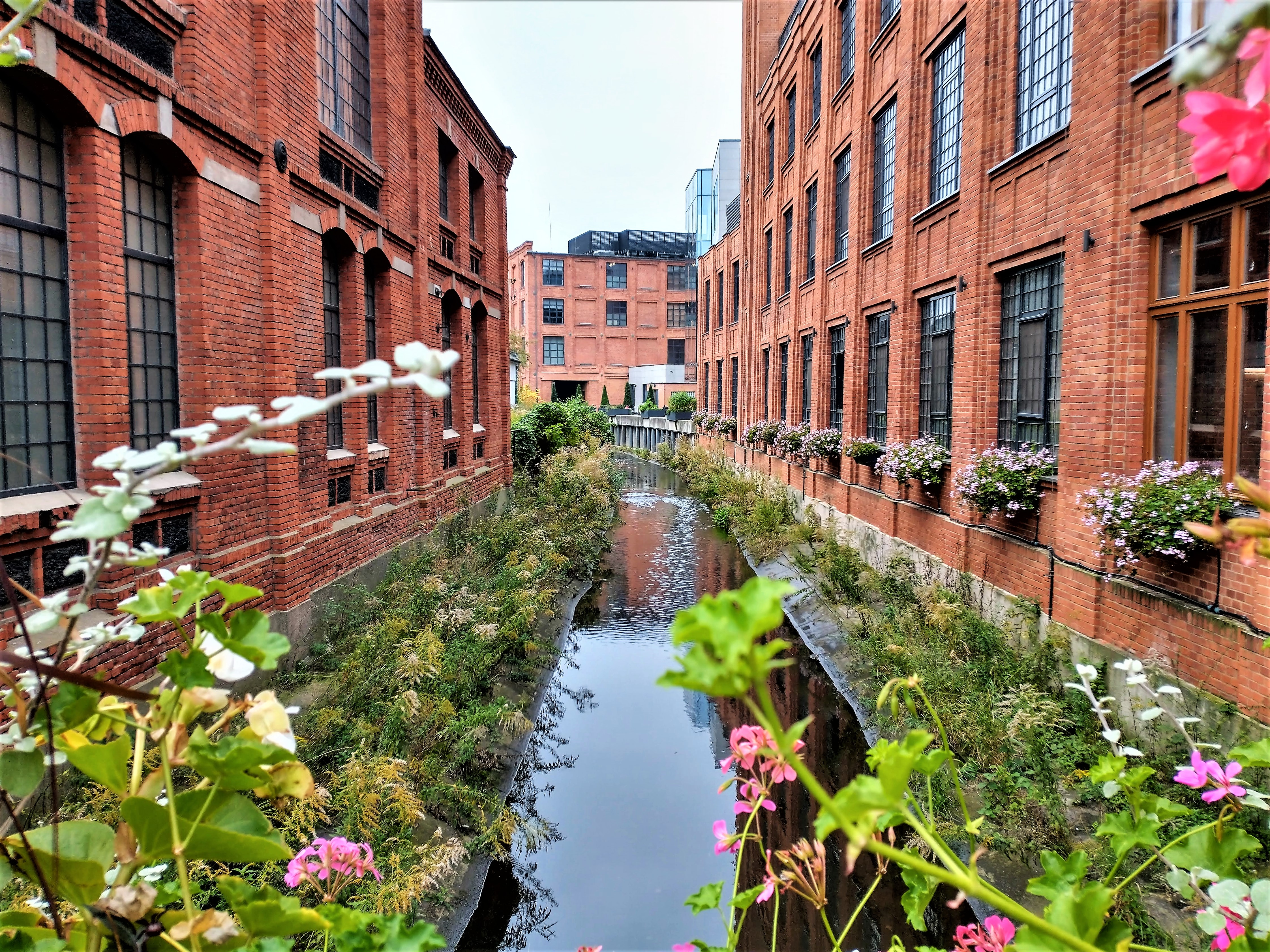
Pabianice

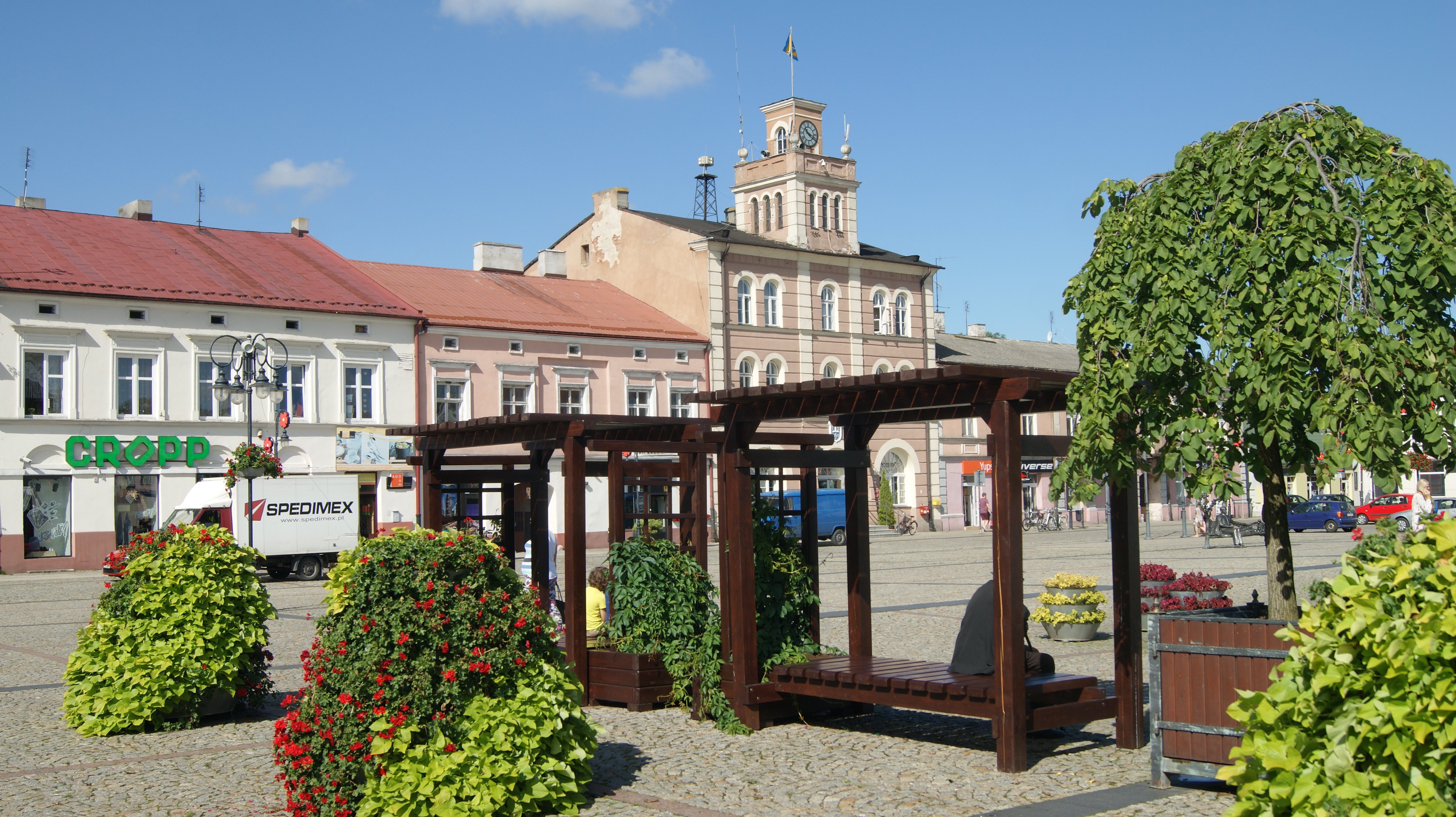
Skierniewice

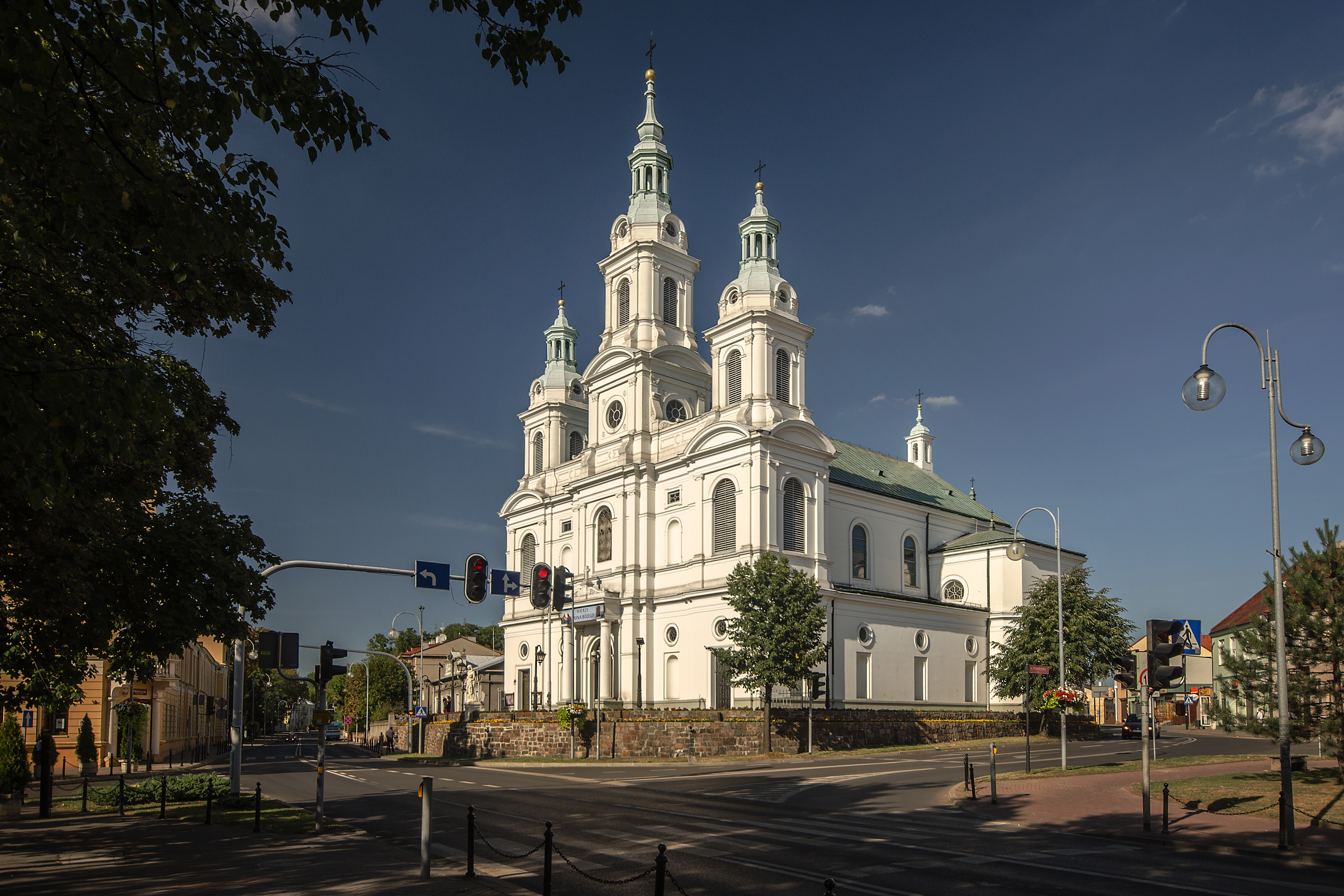
Radomsko

Am 31. Dezember 2019 waren 2.454.779 Einwohner in der Woiwodschaft Łódź gemeldet, davon sind 1.169.635 Männer (47,65 %) und 1.285.144 Frauen (52,35 %). Über 62 Prozent der Bevölkerung lebt in Städten.
Die Bevölkerungsdichte liegt mit 135 Einwohnern pro Quadratkilometer leicht über dem polnischen Landesdurchschnitt. Abgesehen vom Ballungsraum Łódź und den Landkreisen Pabianice (242 Einwohner pro km²) und Zgierz (194 Einwohner pro km²) ist außerdem der Landkreis Zduńska Wola mit 180 Einwohnern pro Quadratkilometer vergleichsweise dicht besiedelt. Am dünnsten besiedelt sind mit jeweils rund 50 Einwohnern pro Quadratkilometer die Landkreise Skierniewice und Poddębice.

### Bevölkerungsentwicklung
Die Einwohnerzahl der Region sinkt kontinuierlich. Seit 1995 ist ein Rückgang von rund 230.000 Personen zu verzeichnen.
| Jahr | Einwohnerzahl |
| ---- | ------------- |
| 1995 | 2.687.761     |
| 2000 | 2.627.824     |
| 2005 | 2.577.465     |
| 2010 | 2.534.357     |
| 2015 | 2.493.603     |
| 2019 | 2.454.779     |

### Lebenserwartung
Im Jahr 2019 betrug die durchschnittliche Lebenserwartung in der Woiwodschaft Łódź bei Männern 72,5 Jahre und bei Frauen 81 Jahre. Zusammengefasst ergibt dies unter allen Woiwodschaften Polens den niedrigsten Wert.

### Größte Städte
Die namensgebende Hauptstadt Łódź ist die mit Abstand größte und bedeutendste Stadt der Woiwodschaft und zugleich auch die drittgrößte Stadt Polens. Weitere drei der nachfolgend aufgeführten Städte (Pabianice, Zgierz und Aleksandrów) befinden sich zudem im näheren Umkreis von Łódź.
| Stadt                | Powiat (Landkreis)  | Einwohner 31. Dezember 2020 |
| -------------------- | ------------------- | --------------------------- |
| Łódź                 | kreisfrei           | 672.185                     |
| Piotrków Trybunalski | kreisfrei           | 72.250                      |
| Pabianice            | Pabianice           | 63.945                      |
| Tomaszów Mazowiecki  | Tomaszów Mazowiecki | 61.338                      |
| Bełchatów            | Bełchatów           | 56.419                      |
| Zgierz               | Zgierz              | 55.673                      |
| Skierniewice         | kreisfrei           | 47.655                      |
| Radomsko             | Radomsko            | 45.353                      |
| Kutno                | Kutno               | 43.332                      |
| Sieradz              | Sieradz             | 41.390                      |
| Zduńska Wola         | Zduńska Wola        | 41.288                      |
| Łowicz               | Łowicz              | 27.896                      |
| Wieluń               | Wieluń              | 21.892                      |
| Aleksandrów Łódzki   | Zgierz              | 21.754                      |
| Opoczno              | Opoczno             | 20.746                      |

## Wirtschaft

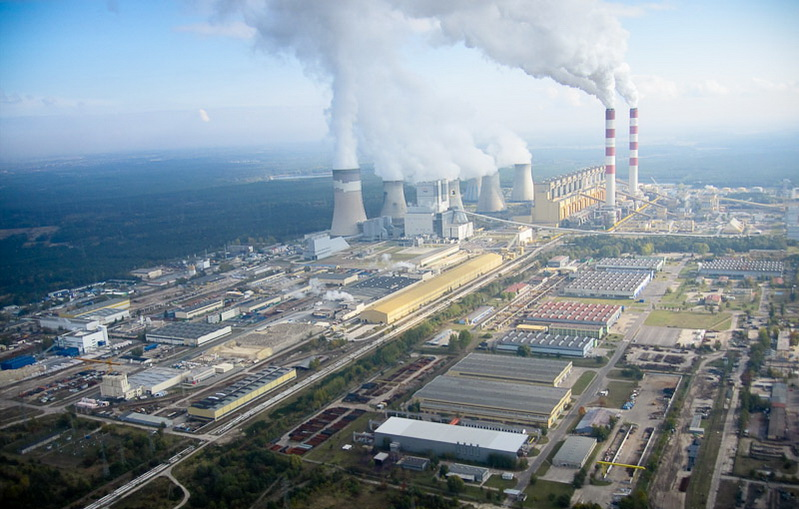
Braunkohlekraftwerk Bełchatów

Zu den wichtigsten Wirtschafts- und Verwaltungsstandorten der Region gehören neben der Hauptstadt die Städte Piotrków Trybunalski, Bełchatów, Radomsko, Kutno, Zgierz, Pabianice, Skierniewice und Łowicz.
Historisch war die Region Łódź maßgeblich durch die Textil- und Bekleidungsindustrie geprägt. Bis heute existieren zahlreiche Betriebe dieser Branche, wenngleich viele Großbetriebe den Strukturwandel der Jahre nach 1990 nicht überlebt haben. Währenddessen stieg die Bedeutung der Baustoffbranche, der Energiewirtschaft, des Maschinenbaus sowie der Lebensmittelproduktion an. Insgesamt sind über 40 % der Erwerbstätigen im industriellen Sektor beschäftigt.
Von großer wirtschaftlicher Bedeutung im Energiesektor ist der seit den 1970er-Jahren bestehende Braunkohletagebau bei Bełchatów mit dem dazugehörigen Kraftwerk Bełchatów, welches mit einer Leistung von 5.420 Megawatt das weltweit größte Braunkohlekraftwerk ist. Insgesamt werden in der gesamten Woiwodschaft Łódź 60 % der polnischen Braunkohle gefördert und rund ein Fünftel der elektrischen Energie des Landes erzeugt.

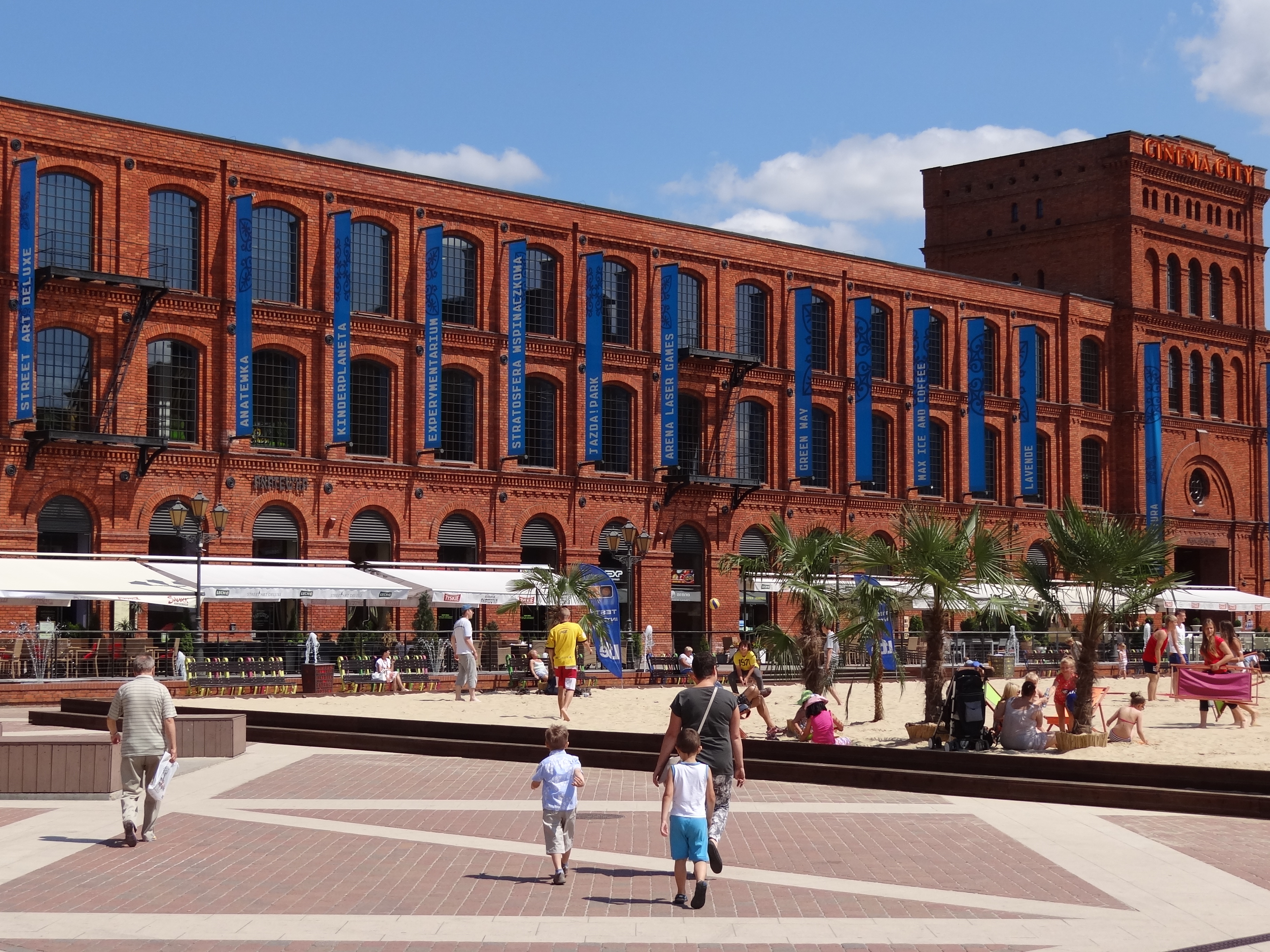
Einkaufszentrum Manufaktura in Łódź

Bedingt durch die zentrale Lage in Polen sowie der guten Verkehrsanbindungen sind in der Woiwodschaft Łódź eine Vielzahl an Logistikzentren entstanden. Des Weiteren ist insbesondere Łódź ein wichtiger Standort für nationale und internationale Unternehmen aus der Dienstleistungsbranche. In Rzgów, südlich von Łódź, befinden sich mehrere große Handelszentren für Bekleidung, Textilien und Schuhe, welche sich in erster Linie an Großhändler richten, daneben aber auch für Privatverbraucher ihre Waren anbieten. Mit der Manufaktura befindet sich in Łódź außerdem nicht nur eines der größten Einkaufszentren Polens, sondern auch ein Beispiel für die Revitalisierung ehemaliger Fabrikgelände in der Stadt.
Außerdem siedelten sich in den vergangenen Jahrzehnten mehrere Produktionsstätten und Außenstandorte großer Konzerne aus dem Bereich der Elektronik an:
- Philips (Łódź)
- Indesit (Radomsko, Łódź)
- Bosch/Siemens (Łódź)
- Dell (Łódź)
- General Electric (Łódź)
- ABB (Łódź, Aleksandrów Łódzki)

Trotz der nur mäßig ertragreichen Böden spielt in dieser Region auch die Landwirtschaft und damit einhergehend die Lebensmittelproduktion eine wichtige Rolle. Vorherrschend sind hier Braunerden sowie Sandböden. Eine übergeordnete Rolle insbesondere im Nordosten der Woiwodschaft spielt der Obstbau. Keine nennenswerte Rolle in der Wertschöpfung nimmt dagegen der Tourismus ein.
Im Vergleich mit dem BIP der EU ausgedrückt in Kaufkraftstandards erreichte die Woiwodschaft 2018 einen Index von 66 (EU-27 = 100), bezogen auf den Wert pro Erwerbstätigem erreichte die Region ebenfalls einen Index von 66 (EU-27 = 100).
Mit einem Wert von 0,875 erreicht Łódź Platz 7 unter den 16 Woiwodschaften Polens im Index der menschlichen Entwicklung.

### Arbeitsmarkt
Die Arbeitslosenquote lag im Dezember 2009 bei 11,6 Prozent, was 128.100 Personen entsprach. Im Jahr 2017 betrug die Arbeitslosenquote (laut Eurostat-Definition) 4,6 %.
Im Juli 2020 wurden die niedrigsten Arbeitslosenquoten in folgenden Landkreisen gemeldet: Rawa Mazowiecka (3,6 %), kreisfreie Stadt Skierniewice (4,3 %) sowie Łowicz und Wieruszów (jeweils 5,1 %). Die höchsten Arbeitslosenquoten wiesen hingegen die Landkreise Kutno (8,2 %), Pajęczno (7,7 %) und Brzeziny (7,6 %) auf.

### Bildungswesen
- Universität Łódź (Uniwersytet Łódzki)
- Technische Universität Łódź (Politechnika Łódzka)
- Medizinische Universität Łódź (Uniwersytet Medyczny w Łodzi)
- Musikakademie Łódź (Akademia Muzyczna im. Grażyny i Kiejstuta Bacewiczów)
- Kunstakademie Łódź (Akademia Sztuk Pięknych im. Władysława Strzemińskiego)
- Staatliche Hochschule für Film, Fernsehen und Theater in Łódź (Państwowa Wyższa Szkoła Filmowa, Telewizyjna i Teatralna im. Leona Schillera w Łodzi)

## Infrastruktur

### Straße
In der Woiwodschaft Łódź kreuzen sich wichtige Nord-Süd- sowie Ost-West-Verkehrsachsen.
Ausgehend von der polnisch-deutschen Grenze über Poznań verläuft hier in Richtung Warschau und weiter in Richtung Belarus die Europastraße 30 (polnische Autobahn A2). Bei Stryków, nordöstlich von Łódź, kreuzt die A2 die Europastraße 75 (polnische Autobahn A1), die Gdańsk und Toruń mit Łódź verbindet und durch die Woiwodschaft weiter in Richtung Katowice verläuft. Bis voraussichtlich 2022 soll der derzeit noch in Bau befindliche südliche Abschnitt vollständig als Autobahn freigegeben werden.
Von großer Bedeutung ist zudem die Europastraße 67 (polnische Schnellstraße S8), die nach Südwesten in Richtung Wrocław führt und im Nordosten nach Warschau verläuft.
Weitere bedeutende Straßenverbindungen sind:
- Landesstraße 12: Łęknica – Kalisz – Sieradz – Piotrków Tryb. – Opoczno – Radom – Lublin
- Landesstraße 14: Pabianice – Łódź – Łowicz
- Landesstraße 42: Kluczbork – Pajęczno – Radomsko – Skarżysko-Kamienna
- Landesstraße 45: Schnellstraße S8 – Wieluń – Opole
- Landesstraße 48: Tomaszów Maz. – Białobrzegi – Kozienice
- Landesstraße 70: Łowicz – Skierniewice – Schnellstraße S8
- Landesstraße 71: Zgierz – Pabianice
- Landesstraße 72: Konin – Poddębice – Łódź – Rawa Maz.
- Landesstraße 74: Wieluń – Bełchatów – Piotrków Tryb. – Kielce – Zamość

Das befestigte Straßennetz der Region hatte im Jahr 2019 eine Gesamtlänge von rund 21.009 Kilometern, davon entfielen 223 Kilometer auf Schnellstraßen und 226 Kilometer auf Autobahnen.
Darüber hinaus existierten in der Woiwodschaft Łódź im Jahr 2019 ausgebaute Radwege auf einer Länge von rund 869 Kilometern.

### Eisenbahn

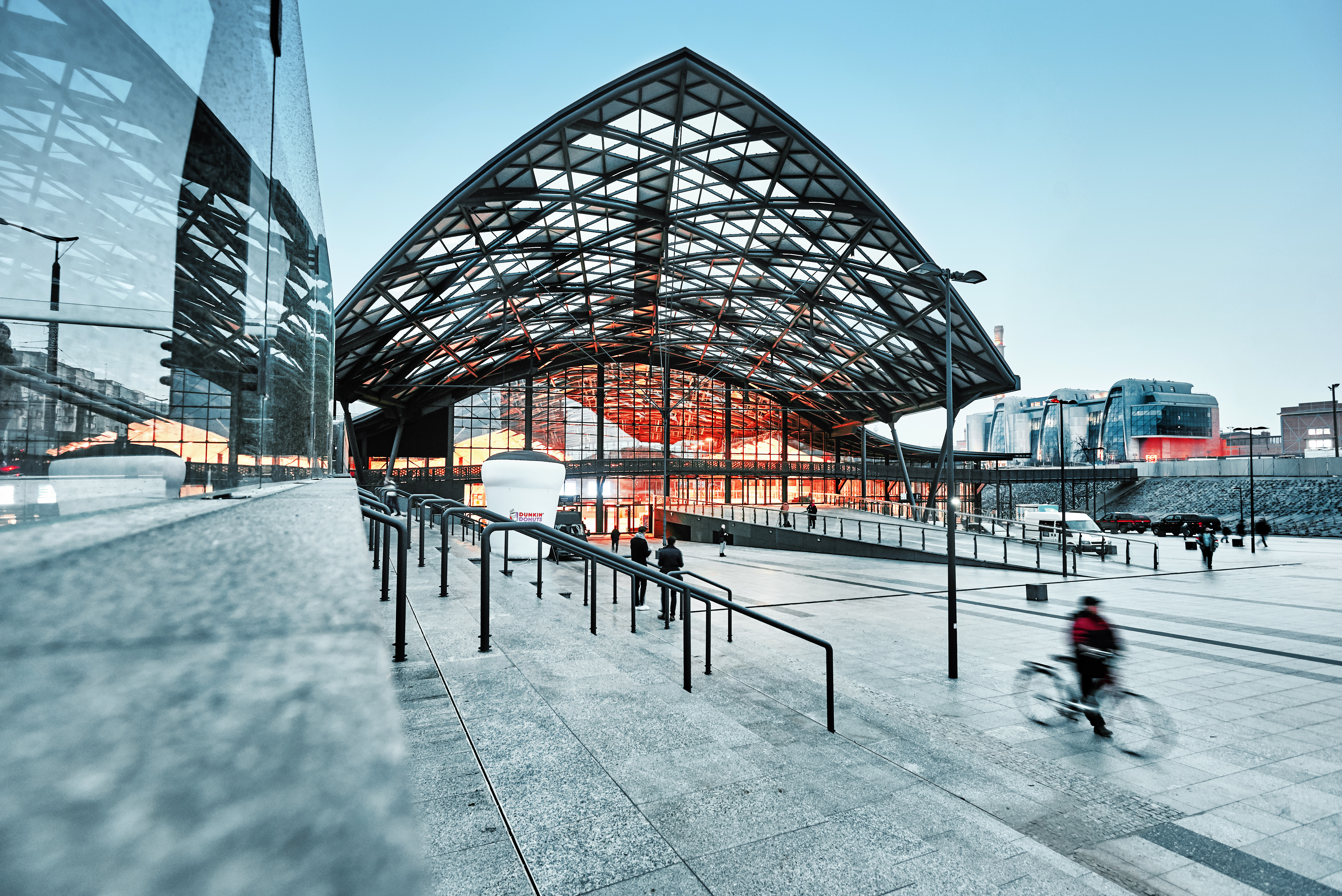
Bahnhof Łódź Fabryczna

In der Hauptstadt Łódź befinden sich mehrere für den landesweiten Eisenbahnverkehr bedeutsame Bahnhöfe. In Bau befindet sich derzeit ein Eisenbahntunnel, der die beiden Bahnhöfe Łódź Kaliska und Łódź Fabryczna verbinden wird. Letzterer wurde 2016 nach mehrjährigem Umbau und völliger Neugestaltung des unmittelbaren Umfeldes als unterirdischer Eisenbahn- und Busbahnhof neu eröffnet. Der dritte wichtige Bahnhof der Stadt ist Łódź Widzew.
Darüber hinaus befindet sich in Koluszki, einem östlichen Vorort von Łódź, ein überregional bedeutsamer Eisenbahnknotenpunkt.
Folgende wichtige Eisenbahnstrecken verlaufen durch die Woiwodschaft Łódź:
- Warszawa–Koluszki–Katowice (Nebenstrecke)
- Warszawa–Katowice (Zentrale Eisenbahnmagistrale)
- Warszawa–Kutno–Poznań–Berlin
- Łódź–Tomaszów Maz.–Skarżysko-Kamienna
- Łódź–Kalisz–Leszno
- Katowice–Zduńska Wola–Bydgoszcz–Gdańsk (Kohlenmagistrale)
- Łowicz–Skierniewice–Łuków
- Kutno–Toruń–Piła
- Kutno–Płock
- Herby Nowe–Wieluń–Kępno

Das Eisenbahnnetz der Region hatte im Jahr 2019 eine Gesamtlänge von insgesamt 1.084 Kilometern, wovon 1.016 Kilometer elektrifiziert sind.

### Luftfahrt
- Flughafen Łódź-Lublinek, 6 km südwestlich von Łódź gelegen, rund 220.000 Passagiere (2018)